# Tipula (Lunatipula) cinerascens
Tipula (Lunatipula) cinerascens is een tweevleugelige uit de familie langpootmuggen (Tipulidae). De soort komt voor in het Palearctisch gebied.